# Kerékgyártó János
Kerékgyártó János (Debrecen, 1965. január 4. –) magyar festő.

## Életpályája
Mesterei: Félegyházi László, Bíró Lajos, Kapcsa János, Kéri Ádám és Tölg-Molnár Zoltán.
12 éven át volt a debreceni Medgyessy Ferenc képzőművészeti kör tagja, ahol Félegyházi László, Bíró Lajos, Kapcsa János voltak mesterei. 1979-től a Budapesti  Képzőművészeti Szakközépiskola dekoratív festő szakán Kéri Ádám és Tölg-Molnár Zoltán irányítása alatt tanult.
A középiskolás évek után gyermekvers-meseíróként publikál, minden gyermekrovattal rendelkező lapban.
Nyomtatásban már megjelent írásaiból saját illusztrációival mesekönyvet ad ki (Bampa háta gömbölyeg).
1987-től a Párizsi Magyar Műhely köré szerveződött fiatal művészekkel kiállításokon, performanszokon vesz részt vizuális költeményekkel, képversekkel, installációkkal (Fiatal Művészek Klubja, Szombathely, Pozsony, Érsekújvár).
1987-től jelennek meg munkái hazai és külföldi csoportos kiállításokon.
1999-től festményeken kívül ún. „térbeli képeket” is készít fa, alumínium, sárga- és vörösréz felhasználásával.
Összesen 9 év külföldi (Drezda-Berlin 2 év, Párizs 4 év, Firenze 1 év, Brüsszel 2 év) tartózkodás után jelenleg Budapesten és Pilisszentivánon él, de hazaköltözése óta gyakran visszajár Brüsszelbe és szeretett Párizsába.

## Művészete
A múzsa bicaja c. kiállításról Seregi Tamás, esztéta:
„… Kerékgyártó János személyes hangvételű festményeinek és technikai megoldásainak sokfélesége az alkotó művész útkeresését tárja a látogató elé. A művészi szabadság igénye mellett kirajzolódik az ember önmagára találásának vágya. Formákkal, foltokkal, színekkel, illatokkal, szerelmekkel teker körülötte bicaján a múzsa, és ő ecsetet ragad, hogy kifesse magából az álmokat, érzéseket, s ezáltal megtalálja helyét a világban.”
Térbeli képei: Letisztult forma-, és színvilágú, meleg tónusú térbeli képei készítésénél szándéka a nagy falfelületű, minimál stílusú lakberendezéshez igazodó, modern helyiségek, éttermek dekorálása. Képeinek többsége egy-egy történet vagy hangulati momentumok sokaságának sűrítménye és azok megelevenítése. Dekoratív festészeti tanulmányaira építkezve Kerékgyártó tudatosan törekszik a síkban elhelyezett képek plasztikussá tételére és a minimalista tér „kevesebb néha több” alapelvének érvényesítésére.
A 4-5 rétegben egymásra dolgozott faanyagok festett felületére „nemes anyagokat” (alumínium, sárgaréz, vörösréz, fém szitaszövet, alumínium huzalok stb.) applikál, s ezen csiszolt vagy csiszolatlan, újszerű vagy oxidált fémfelületek a rájuk vetődő fényt megtörve, ön- és vetett árnyékukkal különleges dekoratív játékot eredményeznek.

## Az utóbbi évek nagyobb hazai önálló kiállításai
- 2006. Müller Mónika enteriőr kiállítás, Budapest
- 2008. Újpesti kiállítás. A kiállítást megnyitotta hajdani mestere, Kéri Ádám festőművész
- 2009. „A stílus ma gazember” Ellátó kiállítás, Budapest

”Finom kis este” c. kiállítás, Fiktív Galéria, Budapest
- 2011. Művészetek Háza, Pilisvörösvár
- 2011. „Tekel party” c. kiállítás, Kazinczy u. 32., Budapest
- 2012. „Tétova keringő” c. kiállítás, Művelődési Ház, Budaörs

Arteon Galéria, Liszt Ferenc tér, Budapest
„A múzsa bicaja” c. kiállítás, Bálint Ház, Budapest